# 二道营子站
二道营子站是位于内蒙古自治区通辽市胡力海乡的一个铁路车站，邮政编码28014。车站建于1966年，有通让铁路经过该站，现仅办理货运，不办理客运业务，车站及其上下行区间均未电气化。车站距离通辽站31公里，隶属沈阳铁路局，是四等站。